# Левкемия
Левкемията е неопластично заболяване с произход от костния мозък, което се характеризира с производството на патологични бели кръвни клетки, наричащи се още парабласти.
Левкемия е термин, въведен за първи път от Рудолф Вирхов през XIX век. В буквален превод на български език означава „бяла кръв“. Среща се с различна честота във всички възрастови групи – от раждането до старостта. При децата е най-честото онкологично заболяване.
Левкемиите при човека се разделят на две групи – остри и хронични. Острите от своя страна биват лимфобластна и миелобластна. Хроничните биват миелоцитарна и лимфоцитарна. Най-честата форма при децата е острата лимфобластна левкемия. В миналото тя е била фатално заболяване, винаги завършващо със смърт.
Левкемията се лекува посредством различни методи – чрез медикаменти, лъчетерапия или при определени показания – с трансплантация на костен мозък.
Различните медикаменти се прилагат венозно, през устата, в гръбначно-мозъчната течност посредством лумбални пункции, мускулно, подкожно.